# San Salvador (Entre Ríos)

San Salvador is een plaats in het Argentijnse bestuurlijke gebied San Salvador in de provincie Entre Ríos. De plaats telt 12.643  (INDEC, 2010) inwoners.